# Dennis Johnsen
Dennis Tørset Johnsen (Skien, 19 februari 1998) is een Noors voetballer die bij voorkeur als linksbuiten speelt. Hij verruilde Venezia voor Cremonese in februari 2024.

## Clubcarrière
Johnsen begon bij Tiller IL en kwam begin 2013 in de jeugdopleiding van Rosenborg BK. Per januari 2015 maakte hij de overstap naar het Nederlandse sc Heerenveen. In het seizoen 2016/17 zat hij al enkele keren op de bank bij het eerste team. In de voorbereiding op het seizoen 2017/18 maakte hij definitief de stap naar het eerste team van Heerenveen maar vlak voor aanvang van de competitie werd hij door Ajax gecontracteerd. Ajax betaalde ongeveer 2 miljoen euro voor Johnsen.
Hij maakte op 18 augustus 2017 zijn profdebuut in de Eerste divisie als basisspeler voor Jong Ajax in de uitwedstrijd tegen SC Cambuur.
In het seizoen 2019/20 speelde hij op huurbasis voor PEC Zwolle In juni 2020 ondertekende hij een vierjarig contract bij Venezia dat uitkomt in de Italiaanse Serie B. In februari 2024 stapte hij over naar Cremonese
Hij was Noors jeugdinternational. Johnsen debuteerde in 2021 voor het Noors elftal in een WK-kwalificatie wedstrijd tegen Montenegro.
Zijn vader Tor Gunnar Johnsen was ook voetballer en speelde voor Rosenborg BK, Molde FK, Kongsvinger IL en Odds BK. Hij is de oudere broer van Mikael Tørset Johnsen.

## Clubstatistieken
| Seizoen                      | Club            | Competitie      | Competitie | Competitie | Beker | Beker | Internationaal | Internationaal | Overig | Overig | Totaal | Totaal |
| Seizoen                      | Club            | Competitie      | Wed.       | Dlp.       | Wed.  | Dlp.  | Wed.           | Dlp.           | Wed.   | Dlp.   | Wed.   | Dlp.   |
| ---------------------------- | --------------- | --------------- | ---------- | ---------- | ----- | ----- | -------------- | -------------- | ------ | ------ | ------ | ------ |
| 2016/17                      | sc Heerenveen   | Eredivisie      | 0          | 0          | 0     | 0     | –              | –              | 0      | 0      | 0      | 0      |
| 2017/18                      | Ajax            | Eredivisie      | 2          | 0          | 2     | 0     | 0              | 0              | 0      | 0      | 4      | 0      |
| 2017/18                      | Jong Ajax       | Eerste divisie  | 27         | 7          | 0     | 0     | –              | –              | 0      | 0      | 27     | 7      |
| 2018/19                      | Ajax            | Eredivisie      | 1          | 0          | 0     | 0     | 0              | 0              | 0      | 0      | 1      | 0      |
| 2018/19                      | Jong Ajax       | Eerste divisie  | 14         | 2          | 0     | 0     | –              | –              | 0      | 0      | 14     | 2      |
| 2018/19                      | → sc Heerenveen | Eredivisie      | 13         | 0          | 0     | 0     | –              | –              | 0      | 0      | 13     | 0      |
| 2019/20                      | → PEC Zwolle    | Eredivisie      | 23         | 1          | 2     | 1     | –              | –              | 0      | 0      | 25     | 2      |
| 2020/21                      | Venezia FC      | Serie A         | 32         | 3          | 2     | 3     | 0              | 0              | 5      | 1      | 39     | 7      |
| Carrière totaal              | Carrière totaal | Carrière totaal | 112        | 13         | 6     | 5     | 0              | 0              | 5      | 1      | 123    | 18     |
| Bijgewerkt tot 11 juli 2021. |                 |                 |            |            |       |       |                |                |        |        |        |        |

## Erelijst
| Eerste divisie | 1x | 2017/18 |

## Voetnoten
2 Hendry ·
3 Valeri ·
4 Aiwu ·
5 Vásquez ·
6 Pickel ·
7 Báez ·
8 Ascacíbar ·
9 Ciofani ·
10 Buonaiuto ·
12 Carnesecchi ·
13 Saro ·
15 Bianchetti  ·
17 Sernicola ·
18 Ghiglione ·
19 Castagnetti ·
20 Afena-Gyan ·
21 Chiricheș ·
22 Ciezkowski ·
23 Acella ·
28 Meïté ·
32 Escalante ·
33 Quagliata ·
44 Lotsjosjvili ·
45 Sarr ·
60 Ndiaye ·
62 Milanese ·
74 Tsadjout ·
77 Okereke ·
90 Dessers ·
97 Radu ·
98 Zanimacchia ·
Coach: Alvini